# Prologin
Prologin est une association qui cherche à promouvoir l'informatique et l'algorithmique auprès des étudiants. Elle organise chaque année le concours du même nom, aussi appelé le Concours national d'informatique. Ce concours annuel est ouvert aux francophones de l'Union européenne âgés de 21 ans ou moins.

## Étendue géographique
La sélection est réservée aux personnes résidant dans l'Union européenne ou en Suisse. Par la suite, les épreuves régionales sont organisées dans plusieurs grandes villes de France, en Suisse et en Belgique. Enfin, la finale se déroule en région parisienne, dans les locaux de l'EPITA au Kremelin-Bicêtre.
Les ateliers et stage Girls Can Code! sont organisés sur le territoire français. 

## Historique
L'association est créée en 1991 par des élèves de l'École polytechnique et de l'École pour l'informatique et les techniques avancées (EPITA). La première édition du concours a lieu en 1992.
L'association reçoit le parrainage de la Délégation aux usages de l'internet, qui dépend du Ministère de l'éducation nationale, de l'enseignement supérieur et de la recherche.
En 1993, le concours de l'association Prologin n'a pas lieu. 
En 1994, le concours de l'association se dédouble et devient international en plus du concours national individuel pour le Master des Grandes écoles par équipes. Plusieurs écoles de la Russie et des Pays-Bas se déplacent pour concourir à Paris et l'Université de Twente remporte la première édition international. 
En 1995, le concours de l'association Prologin redevient exclusivement national et la sélection devient un QCM. 
À partir de 1995, l'association sélectionnera et entraînera les candidats français aux Olympiades Internationales d'Informatique et obtiendra les premières médailles en l'an 2000. 
À partir des Olympiades Internationales d'Informatique de 2003, l'entraînement et la sélection des candidats se professionnalise avec notamment un site internet dédié, des cours d'algorithmique et la supervision active d'un membre de l'association. La France décroche plusieurs médailles. En 2003, l'association France-IOI est créée.
Pour sa troisième année d'existence, du fait de l'absence de renouvellement de membres du côté de l'X, le concours Prologin devient de fait un concours organisé exclusivement par des élèves de l'EPITA. Cependant, en 2006 d'anciens candidats, devenus élèves de l'École polytechnique et motivés par l'organisation du concours, remettent en place la participation de leur école pour l'édition 2007. L'une des épreuves a depuis lieu dans ses locaux à Palaiseau.
En 2012, l'association organise pour la première fois une épreuve régionale en Belgique, à l'Université catholique de Louvain (Louvain-la-Neuve), dont trois étudiants avaient remportés les épreuves en 2007, 2010 et 2011.
L'association a reçu le Google RISE Award 2014.
En 2015, elle a créé le stage de programmation intitulé Girls Can Code! pour encourager la mixité dans l'informatique.
Les établissements ayant obtenus le plus de récompenses au concours sont l'École normale supérieure (2008, 2009, 2013, 2014, 2016), l'Université catholique de Louvain (2007, 2010, 2011), et le Lycée de Marmande (2002, 2004).